# Hästmahult

Hästmahult är en liten ort i Torsås kommun i gränsbygden mellan Småland och Blekinge. Orten är känd för sin träslöjdstradition. 
Här finns en av de grottor som Nils Dacke kan ha använt när han gömde sig under Dackeupproret. Dackes grotta befinner sig under en stor sten cirka 100 meter från vägen mot Hästmahultstorpen. Torsten Ehrenmark hade sin sommarstuga här och beskrev stugan och byn i sina kåserier.